# Yolŋu Matha

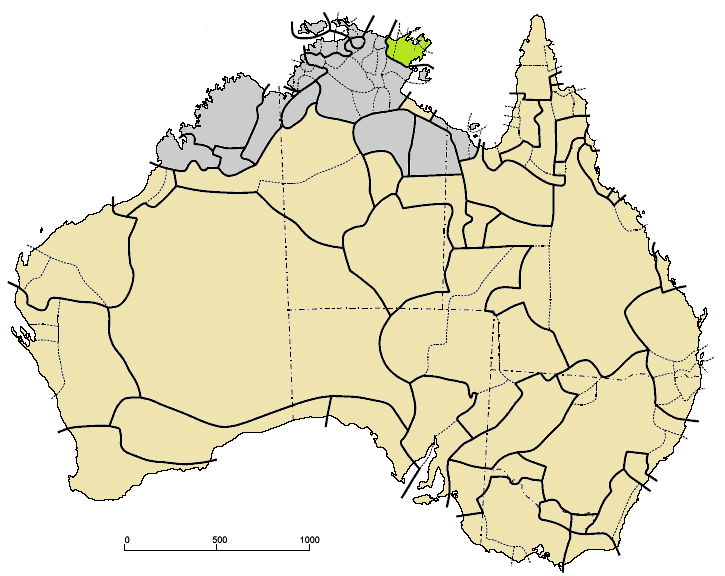
Yolŋu Matha wordt gesproken in het groene gebied

Yolŋu Matha is de overkoepelende term voor een groep Pama-Nyungaanse talen en/of dialecten die worden gesproken door de Yolŋu, een groep Aboriginals die in het Noordelijk Territorium van Australië gelegen Arnhemland leeft. De taalgroep kan worden onderverdeeld in ca. 12 dialecten en 30 varianten op clanniveau. Al deze taalvarianten worden onder één noemer geschaard, omdat ze onderling verstaanbaar zijn.

## Indeling
De volgende talen/dialecten van het Yolŋu Matha worden onderscheiden:
- Dhangu
- Jarnango of Yan-nhaŋu
- Dhuwal
- Dayi of Dhay'yi
- Djambarrpuyngu
- Gumatj
- Gupapuyngu
- Ritarungo (Ritharrŋu)
- Djinang
- Djinba